# Carlos Cañas
Pour les articles homonymes, voir Cañas.
Carlos Cañas, né le 3 septembre 1924 à San Salvador et mort le 14 avril 2013 dans la même ville, est un artiste peintre salvadorien.
En 1950, il reçoit une bourse de l'Institut de la culture hispanique pour étudier à l'Académie royale des beaux-arts de San Fernando, à Madrid. Son travail fait ensuite l'objet de nombreuses expositions au Salvador et à l'étranger. Il est considéré comme le précurseur de l'art abstrait au Salvador.
Professeur à l'École d'architecture de l'Université du Salvador, il fut aussi directeur et professeur du Centre national des arts du Salvador de 1996 à 2001.
Décoré de l'ordre d'Isabelle la Catholique en Espagne en 2001, il a aussi reçu le Prix national de la culture au Salvador en 2012.